# Paolino di Lucca
Paolino di Lucca (I secolo a.C. – I secolo) è stato un vescovo romano, secondo la tradizione primo vescovo di Lucca (direttamente nominato da San Pietro) città di cui è patrono; subì il martirio ed è venerato dalla chiesa cattolica come santo e patrono principale della città di Lucca e della sua Arcidiocesi.

## Agiografia
Non si hanno notizie storiche certe della vita (e neppure dell'esistenza) di san Paolino. La leggenda lo descrive come seguace diretto di san Pietro, nella chiesa di Antiochia (per questo noto anche come Paolino di Antiochia); ciò riveste grande importanza nella rivendicazione della filiazione petrina dell'arcidiocesi. Dallo stesso Pietro sarebbe stato spedito a Lucca per convertirne il popolo; qui sarebbe avvenuto il suo martirio al tempo della persecuzione di Nerone. Il suo nome non compare nelle fonti medioevali, fra cui il catalogo dei vescovi della diocesi.

## Culto
La nascita della venerazione per il santo è legata al rinvenimento di reliquie nella chiesa di San Giorgio, avvenuto al momento della distruzione (1261) per far posto alla terza cerchia di mura, quelle rinascimentali. Il rinvenimento di dette reliquie fu messo in relazione agli avvenimenti narrati nella Passio detta di San Torpete o Torpè composta nel VI o all'inizio del VII secolo. In questo testo si fa menzione di un eremita di nome Antonius ritiratosi sul Monte Pisano, infaticabile battezzatore (avrebbe appunto battezzato Torpé) e indefesso raccoglitore di spoglie dei martiri, che poi inumava religiosamente; al seguito di queste notizie, furono rinvenute numerose tombe e titula di martiri, fra cui quello di Paolino. In un'epistola di Enrico I vescovo viene descritta appunto l'invenzione delle reliquie di tre martiri, indicati come «Paolino vescovo e discepolo di s. Pietro apostolo, primo vescovo di Lucca, Severo presbitero e Teobaldo soldato». In seguito la memoria dei compagni di sepoltura di Paolino si offuscherà, mentre quest'ultimo crescerà d'importanza, fino a venire proclamato patrono principale della città. La chiesa dei Santi Paolino e Donato, costruita in sostituzione della chiesa di San Donato, distrutta per far posto alla nuova cerchia muraria, ne divenne presto il santuario principale.
La sua festa si celebra il 12 luglio. Oltre ai riti religiosi, sottolineano la ricorrenza anche varie manifestazioni civili, tra le quali il Palio della Balestra.
Oltre alla Basilica Collegiata della Città di Lucca, è dedicata al santo anche l'omonima basilica di Viareggio.
Porta il nome di Rocca di san Paolino anche il Castello di Ripafratta, in territorio pisano sul confine tra Lucca e Pisa, ma originariamente feudo lucchese.

### Miracoli
L'evento denominato Miracolo di san Paolino, raffigurato in una grande tela conservata nella chiesa suddetta, consiste nel fatto verificatosi in occasione delle celebrazioni della festa del santo il 12 luglio 1664, quando uno dei cannoni nella piazza del baluardo san Donato, che avrebbero dovuto sparare a salve per festeggiare il santo, scaricò invece una raffica di mitraglia su un gruppo di devoti che entrava in città dalla porta San Donato, colpendo molte persone senza che nessuno ne rimanesse gravemente ferito. La strage evitata fu attribuita all'intervento miracoloso del santo vescovo.